# 요시카와 코지로

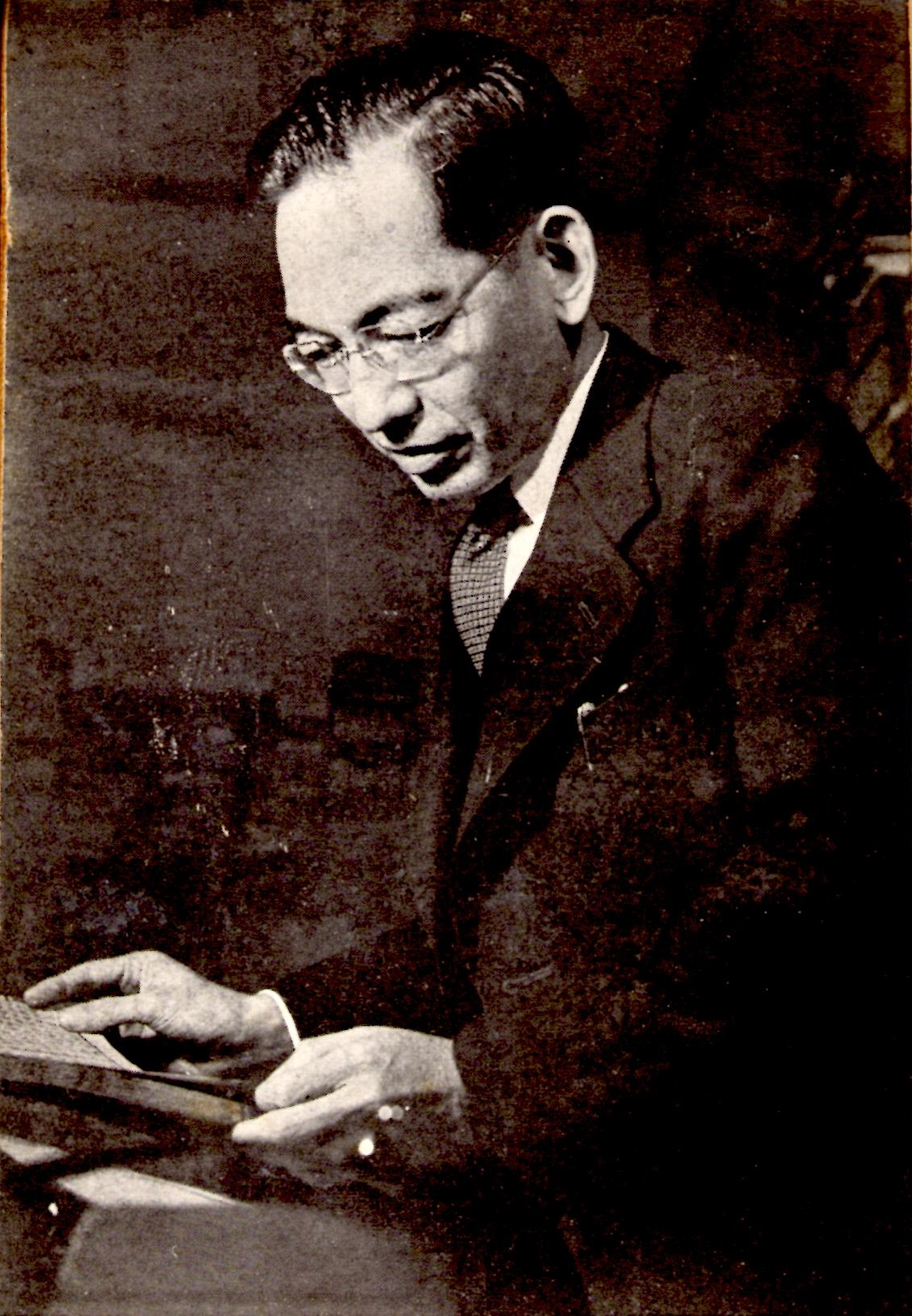

요시카와 코지로〔일본어: 吉川 幸次郎, よしかわ こうじろう、1904년 3월 18일 - 1980년 4월 8일〕는 일본의 중국문학자, 일본 예술원 회원, 문화공로자, 교토대 명예교수이다.

## 생애
효고현 고베시에서 태어났다. 1920년 고교 재학중에 현대 중국어를 배우기 시작했고, 1923년에는 중국 여행을 하기도 했다. 교토대 문학과에 들어가서 고증학, 중국어학, 고전중국문학을 배웠다. 대학원에서는 당시(唐詩)를 연구했다. 1928년부터 1931년까지 베이징에서 유학했고, 귀국후 동방문화학원 교토연구소(현재의 교토대 인문과학연구소) 소속으로 있으면서 교토대 문학부의 강사를 겸했다. 이때 당시의 중국 옷을 입고, 중국어로 대화하고, 중국어로 논문을 썼다. 공자를 존경하고, 유학자로 자처했다. 1935년부터 1941년까지 공영달이 저술한 서경 (책) 주석서인 '상서정의(尚書正義)'의 정본을 만들기 위해서 다른 학자들과 함께 읽기를 계속했고, 이는 1939년부터 1945년 사이에 동방문화연구소가 발간한 '상서정의정본(尚書正義定本)'이나 1940년부터 1948년 사이에 나온 이와나미 서점의 '상서정의' 일본어판으로 결실을 맺었다. 1947년 문학박사 학위를 취득하고 교토대 문학부 교수가 됐다. 1980년 감염성 복막염으로 사망.

## 저서

### 국역본
- 『공자와 논어』, 譯 조영렬, 뿌리와이파리, 2006년 11월
- 『송시개설』, 譯 호승희, 동문선, 2007년 2월
- 『한무제』, 譯 이목, 천지인, 2008년 1월
- 『시절을 슬퍼하여 꽃도 눈물 흘리고』, 譯 조영렬·박종우, 뿌리와이파리, 2009년 5월